# Nodopelta subnoda
Nodopelta subnoda is een slakkensoort uit de familie van de Peltospiridae. De wetenschappelijke naam van de soort is voor het eerst geldig gepubliceerd in 1989 door McLean.